# Großsteingräber bei Stendal
Die Großsteingräber bei Stendal waren mindestens zwei mögliche megalithische Grabanlagen der jungsteinzeitlichen Tiefstichkeramikkultur bei Stendal im Landkreis Stendal, Sachsen-Anhalt. Die Gräber wurden wohl spätestens im 19. Jahrhundert zerstört. Beschreibungen zu den Anlagen liegen nicht vor, ihre mögliche Existenz ist nur durch den Ortsnamen Stendal selbst und durch die Bezeichnung „Steinberg“ auf einem historischen Messtischblatt belegt.